# Малая Сивуля
Мала́я Сиву́ля — гора в Украинских Карпатах, в массиве Горганы. Одна из вершин хребта Сивуля. Расположена в Ивано-Франковской области, на границе Ивано-Франковского и Калушского районов, на водоразделе верховьев рек Лимницы и Быстрицы Солотвинской.

## Описание
Высота горы — 1815 м. Состоит из песчаников. Привершинные
склоны покрыты каменными россыпями и осыпями обломков песчаников размером до 3 м. Северные склоны очень крутые, обрывистые. Растительность до высоты 1400—1600 м представлена еловыми лесами, выше криволесье из сосны горной. Открытые каменные россыпи покрыты лишайниками и мхами.
Северо-западнее Малой Сивули расположена Большая Сивуля (1836 м), на юг — истоки реки Быстрицы Солотвинской и Урвище Пекло.
Ближайшие населенные пункты: Осмолода, Старая Гута, Быстрица.